# علی بن ابی‌طالب در قرآن
این مقاله به بیان آیاتی از قرآن می‌پردازد که گفته شده‌است در مورد امام علی علیه‌السلام یا اهل بیت نازل شده‌اند. در حدیثی منسوب به ابن‌عباس، او بیش از ۳۰۰ آیه از قرآن را در مدح علی می‌داند.
به گفته بیشتر محققان نام امام علی علیه‌السلام مستقیماً در قرآن نیامده، شیعیان در طول تاریخ همواره باید به این سؤال پاسخ می‌دادند که چرا نام امام علی علیه‌السلام  و دیگر امامان در قرآن نیامده‌است. شیعیان پاسخ‌های متنوعی به این سؤال داده‌اند، مانند این نکته که قرآن درصدد بیان جزئیات نیست و نیامدن نام علی علیه‌السلام  در قرآن تشبیه به نیامدن تعداد رکعات نماز شده‌است. یا گفته شده که دلیل نیامدن نام علی به دلیل جلوگیری از تحریف قرآن توسط مخالفان علی است. دلایل دیگری مانند آزمایش الهی یا همانندسازی این قضیه با نیامدن نام تمام پیامبران الهی از دید اسلام در قرآن نیز ذکر شده‌اند.
از طرف دیگر برخی عقیده دارند در قرآن نام علی آمده است، شواهد و تفاسیری از علمای شیعیان وجود دارند که معتقدند تعدادی از "علی"های آمده در قرآن همان علی است که بعضی‌ها آن را "رفیع و بلند مرتبه" ترجمه کرده‌اند.

## آیات در مورد شخص حضرت علی علیه‌السلام

### سوره مبارکه بقره آیه ۲۰۷
﴿وَمِنَ النَّاسِ مَنْ يَشْرِي نَفْسَهُ ابْتِغَاءَ مَرْضَاتِ اللَّهِ ۗ وَاللَّهُ رَءُوفٌ بِالْعِبَادِ﴾(سورهٔ بقره-آیهٔ ۲۰۷)
ترجمهٔ بهرام‌پور:
و از مردم کسی است که در طلب رضای خدا از سر جان می‌گذرد، [چون علی در بستر پیامبر] و خدا به بندگان مهربان است.
گفته شده‌است که‌شان نزول این آیه خوابیدن علی در بستر محمد در شب لیلة المبیت است.

### سوره مبارکه مائده آیه ۳
﴿حُرِّمَتْ عَلَيْكُمُ الْمَيْتَةُ وَالدَّمُ وَلَحْمُ الْخِنْزِيرِ وَمَا أُهِلَّ لِغَيْرِ اللَّهِ بِهِ وَالْمُنْخَنِقَةُ وَالْمَوْقُوذَةُ وَالْمُتَرَدِّيَةُ وَالنَّطِيحَةُ وَمَا أَكَلَ السَّبُعُ إِلَّا مَا ذَكَّيْتُمْ وَمَا ذُبِحَ عَلَى النُّصُبِ وَأَنْ تَسْتَقْسِمُوا بِالْأَزْلَامِ ۚ ذَٰلِكُمْ فِسْقٌ ۗ الْيَوْمَ يَئِسَ الَّذِينَ كَفَرُوا مِنْ دِينِكُمْ فَلَا تَخْشَوْهُمْ وَاخْشَوْنِ ۚ الْيَوْمَ أَكْمَلْتُ لَكُمْ دِينَكُمْ وَأَتْمَمْتُ عَلَيْكُمْ نِعْمَتِي وَرَضِيتُ لَكُمُ الْإِسْلَامَ دِينًا ۚ فَمَنِ اضْطُرَّ فِي مَخْمَصَةٍ غَيْرَ مُتَجَانِفٍ لِإِثْمٍ ۙ فَإِنَّ اللَّهَ غَفُورٌ رَحِيمٌ﴾(سورهٔ مائده-آیهٔ ۳)
ترجمهٔ فولادوند از بخشی از آیه:
... امروز دین شما را برایتان کامل و نعمت خود را بر شما تمام گردانیدم، و اسلام را برای شما [به عنوان] آیینی برگزیدم. ...
این آیه مربوط به حجةالوداع است و مفسران شیعی آن را به اعلام جانشینی علی توسط محمد در غدیر خم می‌دانند.

### سوره مبارکه مائده آیه ۵۵
﴿إِنَّمَا وَلِيُّكُمُ اللَّهُ وَرَسُولُهُ وَالَّذِينَ آمَنُوا الَّذِينَ يُقِيمُونَ الصَّلَاةَ وَيُؤْتُونَ الزَّكَاةَ وَهُمْ رَاكِعُونَ﴾(سورهٔ مائده-آیهٔ ۵۵)
ترجمهٔ بهرام‌پور:
ولیّ و سرپرست شما تنها خدا و رسول اوست و کسانی که ایمان آورده‌اند همانها که نماز را برپا می‌دارند و در حال رکوع زکات می‌دهند [علی علیه السّلام]
تمام تفاسیر شیعه و اکثر تفاسیر اهل سنت این آیه را ناظر به علی می‌دانند.

### سوره مبارکه رعد آیه ۷
﴿وَيَقُولُ الَّذِينَ كَفَرُوا لَوْلَا أُنْزِلَ عَلَيْهِ آيَةٌ مِنْ رَبِّهِ ۗ إِنَّمَا أَنْتَ مُنْذِرٌ ۖ وَلِكُلِّ قَوْمٍ هَادٍ﴾(سورهٔ رعد-آیهٔ ۷)
ترجمهٔ بهرام‌پور:
و آنان که کافر شدند می‌گویند: چرا معجزه‌ای از جانب پروردگارش بر او نازل نمی‌شود؟ [ای پیامبر!] تو فقط هشدار دهنده‌ای و هر قومی را راهنمایی است
برخی از تفاسیر شیعه حدیثی از محمد در مورد این آیه نقل می‌کنند که در آن خود را هشدار دهنده و علی را راهنما نامیده است.

### سوره مبارکه حجرات آیه ۱۰
﴿إِنَّمَا الْمُؤْمِنُونَ إِخْوَةٌ فَأَصْلِحُوا بَيْنَ أَخَوَيْكُمْ ۚ وَاتَّقُوا اللَّهَ لَعَلَّكُمْ تُرْحَمُونَ﴾(سورهٔ حجرات-آیهٔ ۱۰)
ترجمهٔ بهرام‌پور:
جز این نیست که مؤمنان با یکدیگر برادرند، پس میان برادرانتان را اصلاح کنید و از خدا بترسید، امید که مورد رحمت قرار گیرید
مفسران شیعه این آیه را ناظر به پیمان برادری میان علی و محمد می‌دانند.

### سوره مبارکه بینه آیه ۷
﴿إِنَّ الَّذِينَ آمَنُوا وَعَمِلُوا الصَّالِحَاتِ أُولَٰئِكَ هُمْ خَيْرُ الْبَرِيَّةِ﴾(سورهٔ بینة-آیهٔ ۷)
ترجمهٔ بهرام‌پور:
البته کسانی که ایمان آورده و اعمال شایسته کردند، آنهایند که بهترین آفریدگانند

## آیات در مورد اهل البیت
- آیه تبلیغ
- آیه تطهیر
- آیه مباهله
- آیه مودت